# História genética da Itália

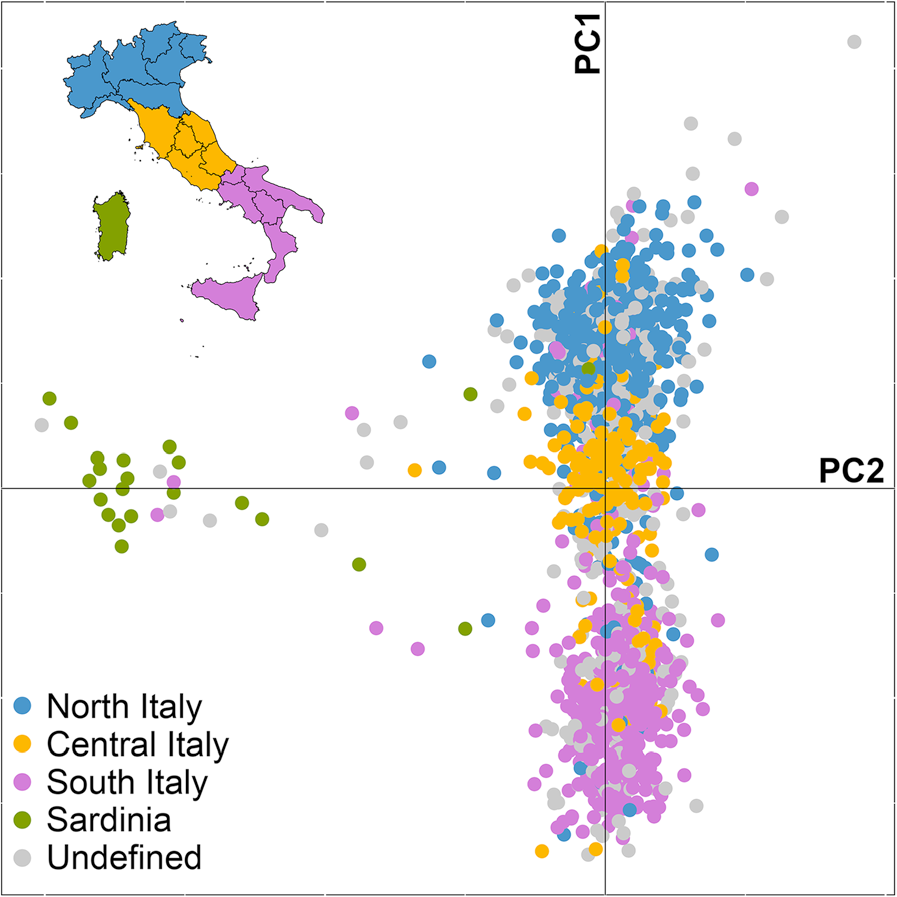
Análise de componentes principais da população italiana

A história genética da Itália é fortemente infleunciada pela história e geografia.
Os ancestrais dos italianos são pré-indo-europeus (etruscos, réticos, etc.) e indo-europeus (principalmente povos itálicos, mas também gregos e celtas). É um consenso que as migrações dos povos germânicos para a Península Itálica nos séculos V e VI não alteraram significativamente o pool genético local, devido ao número relativamente pequeno de germânicos ou outros migrantes, em comparação com a grande população do que constituiu a Itália romana.  A antropologia molecular não encontrou evidências de fluxo genético significativo da Europa do Norte na Península Itálica nos últimos 1.500 anos. Estudos de DNA mostram que apenas a colonização grega do sul da Itália (Magna Grécia) teve um efeito duradouro na paisagem genética local, e também encontraram evidências de profunda subestrutura genética regional na Itália, datada dos períodos romano e pré-romano.
A diversidade genética humana da Itália também é maior do que a observada em todo o continente europeu em distâncias curtas (0–200 km) e intermediárias (700–800 km) e é responsável pela maior parte dos valores mais altos de distâncias genéticas observadas em todas as regiões geográficas.
Múltiplos estudos de DNA confirmaram que a variação genética na Itália é clinal, indo do Mediterrâneo oriental ao ocidental, com os sardos como extremos na Itália e na Europa, refletindo a ancestralidade Nurágica pré-indo-europeia e não itálica, e que todos os italianos são compostos dos mesmos componentes ancestrais, mas em proporções diferentes, relacionados aos assentamentos durante o Mesolítico, o Neolítico e a Idade do Bronze.
Em suas proporções de mistura, os italianos são semelhantes a outros europeus mediterrâneos, ou seja, com sua ascendência principal nos agricultores anatólios, com os nativos do sul da Itália sendo mais próximos aos gregos, conforme testemunha a região histórica da Magna Grécia, e os nativos do norte da Itália, mais próximos aos espanhóis e occitanos. a lacuna genética entre os italianos do norte e do sul é preenchida por um aglomerado intermediário da Itália central, criando um conjunto contínuo de variações que espelha a geografia. A distância genética entre os italianos do norte e do sul, embora bastante grande para uma única nacionalidade europeia, é aproximadamente a mesma que entre os alemães do norte e do sul. As únicas exceções são algumas populações do nordeste da Itália, principalmente da região de Friuli-Veneza Júlia, que se agrupam com osgermânicos e eslavos da Áustria e Eslovênia, possuindo populações significantes de falantes de alemão e de línguas eslavas que não são etnicamente italianos ou são miscigenados e, finalmente, os sardos, que formam um grupo isolado distinto.

## Populações históricas da Itália

Grupos étnicos da Itália (conforme definido pelas fronteiras de hoje) no século IV a.C.

O homem moderno chegou ao território italiano durante o Paleolítico Superior. Espécimes aurignacianos foram descobertos na caverna de Fumane e datam de há 34 000 anos. Durante o Magdaleniano, a Sardenha foi povoada.
Por volt a de oito mil anos atrás, a agricultura foi introduzida na Itália por agricultores oriundos da Anatólia e as primeiras aldeias foram construídas, as armas tornaram-se mais sofisticadas e os primeiros objetos em argila foram produzidos. No final no Neolítico, o uso de cobre espalhou-se e aldeias foram construídas sobre pilhas perto de lagos. Na Sardenha, na Sicília e em parte da Península Itálica, a Cultura do Vaso Campaniforme espalhou-se pela Europa Ocidental.
Durante o final da Idade do Bronze, a cultura Proto-Villanovana de Urnfield apareceu na Itália Central e do Norte, caracterizada pelo ritual típico de cremação de cadáveres, originário da Europa Central, e pelo uso de ferro espalhado. Na Sardenha, a civilização Nuráguica floresceu.
Durante o final da Idade do Bronze e o início da Idade do Ferro, diversos povos indo-europeus de regiões próximas se estabeleceram na Península Itálica, contribuindo para a sua formação étnica. Os ilírios se estabeleceram no sudeste e os itálicos, no centro e sudoeste. Os gauleses, um povo celta, se fixou na Gália Cisalpina, que hoje é o norte da Itália.
A partir do século VIII a.C., colonos gregos estabeleceram-se na costa sul da Itália, a qual chamaram de Magna Grécia, e fundaram cidades, expandindo a civilização grega para lá. A civilização etrusca desenvolveu-se no litoral sul da Toscana e no norte do Lácio. Roma foifundada nessa mesma época e a tradição diz que os fundadores eram Rômulo e Remo.
Com a queda do império romano, no século V, povos germânicos se estabeleceram na Península Itálica, como os hérulos e ostrogodos. Na centúria seguinte, outra população germânica, os lombardos, se fixaram na região.

## Diversidade genética do cromossomo Y
A análise do cromossomo Y refere-se somente à herança genética dele provinda, o que representa apenas uma fração da quantidade de material genético total, referente à herança genética paterna exclusiva dos homens.
Muitos italianos, especialmente no norte da Itália e em partes da Itália central, pertencem ao haplogrupo R1b, comum na Europa Ocidental e Central. A maior frequência é encontrada em Garfagnana (76,2%) na Toscana e nos Vales de Bérgamo (80,8%) na Lombardia. Essa porcentagem diminui no sul da Itália na Calábria (26,5%). Por outro lado, a maioria dos sardos pertence ao haplogrupo europeu mesolítico I2a1a.
Um estudo da Università Cattolica del Sacro Cuore descobriu que, embora a colonização grega tenha deixado pouca contribuição genética significativa, a análise de dados de 12 locais na península italiana apoiou um modelo de difusão dêmica masculina e uma mistura neolítica com habitantes mesolíticos. Os resultados suportam a tese de uma distribuição da variação genética ao longo do eixo norte-sul e suportaram a difusão dêmica. Amostras do sul da Itália agruparam-se com amostras do sudeste e centro-sul da Europa e com grupos do norte com a Europa Ocidental.
Um estudo de 2004 de Semino et al. mostrou que os italianos das regiões centro-norte tinham cerca de 26,9% de J2; os apúlios, calabres e sicilianos tinham 31,4%, 24,6% e 23,8% de J2, respectivamente; os sardos tinham 12,5% de J2.
Um estudo genético de 2018, com foco nas linhagens do cromossomo Y e dos haplogrupos, sua diversidade e distribuição, analisou cerca de 817 indivíduos representativos, dá crédito à tradicional divisão norte-sul da população, concluindo que, devido às migrações neolíticas do sul da Itália, há "uma maior semelhança com as populações do sul dos Bálcãs e países do Oriente Médio do que há entre os italianos do norte; por outro lado, as amostras do norte estão geneticamente mais próximas dos grupos do Noroeste da Europa e Norte dos Balcãs". A posição intermediária de Volterra, no centro da Toscana, é uma marca de sua estrutura genética cromossômica Y única. Também mantém aberto o debate sobre as origens dos etruscos: a presença de J2a-M67 * poderia substanciar a hipótese de Heródoto, de uma migração pelo mar de uma população relacionada aos anatólios; a presença da linhagem da Europa Central G2a-L497 com considerável frequência por sua vez apoia uma origem na Europa Central dos etruscos; e, finalmente, a alta incidência de linhagens europeias R1b - especialmente do haplogrupo R1b-U152 - poderia sugerir uma origem autóctone, devido a um processo de formação da civilização etrusca, a partir da cultura Villanovana anterior, seguindo as teorias de Dionísio de Halicarnasso.

### Linhagens paternas introduzidas pela imigração histórica
Invasões germânicas que ocorreram na Península Itálica, após a queda do Império Romano do Ocidente, não alteraram significativamente a composição genética do povo italiano. Essas invasões geralmente consistiam de grupos relativamente pequenos de pessoas, que não permaneceram na península ou que se estabeleceram em áreas densamente povoadas da Itália, tornando-se geneticamente diluídas e assimiladas à população genética predominante, em um período de tempo relativamente curto. Apesar da longa presença de godos e lombardos na Itália, o haplogrupo I1, associado aos nórdicos, está presente apenas entre 6% a 7% dos italianos do continente, chegando a 11% no nordeste (20% em Udine e 30% em Stelvio). Foi detectada uma frequência média de 7% de I1 na Sicília, 12% na parte ocidental e 5% no leste.
Em duas aldeias no Lácio e em Abruzos (Cappadocia e Vallepietra), o I1 foi registrado nos níveis de  35% e 28%. Na Sicília, novas migrações dos vândalos e mouros sarracenos afetaram apenas ligeiramente a composição étnica dos sicilianos. No entanto, o legado genético grego é estimado em 37% na Sicília.
O Reino Normando da Sicília foi criado em 1130, com Palermo como capital, 70 anos após a invasão normanda inicial e 40 após a conquista da última cidade, Noto, em 1091, e duraria até 1198. Atualmente é no noroeste da Sicília, em torno de Palermo e Trapani, que o cromossomo Y normando é o mais comum, com 8 a 12% das linhagens pertencentes ao haplogrupo I. A contribuição masculina magrebina para a Sicília foi estimada entre 7,5% e 12,5%. Em geral, as contribuições paternais estimadas dos Balcãs Centrais e da Europa Ocidental no sul da Itália e na Sicília são de cerca de 63% e 26%, respectivamente.
Um estudo genético de 2015, de seis pequenas aldeias de montanha no leste do Lácio e de uma comunidade montanhosa no oeste próximo de Abruzzo, encontrou algumas semelhanças genéticas entre essas comunidades e as populações do Oriente Próximo, principalmente no pool genético masculino. O haplogrupo Y, comum na Ásia Ocidental e na Ásia Central, também foi encontrado nessa amostra de população, sugerindo que no passado poderia ter hospedado um assentamento da Ásia Central. Mas o Q-M242 é distribuído pela maioria dos países europeus em baixas frequências, e as frequências diminuem para o oeste e para o sul.
Um artigo de 2017, concentrando-se no impacto genético causado pelas migrações históricas do Mediterrâneo no sul da Itália e na Sicília, conclui que os "resultados demonstram que a variabilidade genética das atuais populações do sul da Itália é caracterizada por uma continuidade genética compartilhada, estendendo-se a grandes porções das margens central e oriental do Mediterrâneo ", mostrando que "o sul da Itália parece mais semelhante às ilhas de língua grega do mar Mediterrâneo, chegando até o leste de Chipre, do que amostras da Grécia continental, sugerindo uma possível ligação ancestral que pode ter sobrevivido de uma forma menos misturada nas ilhas", também precisa como "além de um componente predominante do tipo Neolítico, nossas análises revelam impactos significativos dos ancestrais relacionados ao Cáucaso pós-neolítico e do Levante ". Uma reportagem associada à Max Planck Society, analisando os resultados, começa por afirmar que "as populações da costa leste do Mediterrâneo compartilham uma herança genética que transcende a nacionalidade", também aponta como este estudo é interessante nos debates sobre a difusão da família de línguas indo-europeias na Europa, pois, embora demonstre a influência do Cáucaso, não há marcador genético associado à estepe pôntica-cáspia, "um sinal genético muito característico bem representado na Europa Central, do Norte e Leste, que estudos anteriores associaram à introdução de línguas indo-europeias no continente".

## Composição genética de do DNA mitocondrial italiano
A análise do DNA mitocondrial (mtDNA) representa apenas uma fração da quantidade de material genético total, referente a herança genética materna em ambos os sexos.
Na Itália e em outras partes da Europa, a maioria das linhagens de mtDNA pertence ao haplogrupo H. Vários estudos independentes concluem que o haplogrupo H provavelmente evoluiu no Oriente Médio há cerca de 25 000 anos. Foi transportado para a Europa por migrações (há c. 20 000 a 25 000 anos) e se espalhou com a população do sudoeste do continente. Sua chegada foi aproximadamente contemporânea com a ascensão da cultura gravetiana. A expansão dos subclados H1, H3 e do haplogrupo irmão V reflete uma segunda expansão intra-europeia da região franco-cantábrica após o último máximo glacial, há cerca de 13 000 anos.
As linhagens africanas do haplogrupo L são relativamente pouco frequentes (menos de 1%) em toda a Itália, com exceção de Lácio, Volterra, Basilicata e Sicília, onde foram encontradas frequências entre 2 e 3%.
Um estudo realizado em 2012 por Brisighelli et al. afirmou que uma análise dos marcadores informativos ancestrais "realizada no presente estudo, indicou que a Itália mostra um componente muito menor da África Subsaariana que é, no entanto, um pouco maior que a Europa não mediterrânea". Discutindo os mtDNAs africanos, o estudo afirma que estes indicam que uma proporção significativa dessas linhagens poderia ter chegado à Itália há mais de 10.000 anos; portanto, sua presença na Itália não data necessariamente da época do Império Romano, do tráfico de escravos do Atlântico ou da migração moderna". Com esses mtDNAs, Brisighelli et al. reportaram os resultados apresentados como "os haplótipos de DNA mitocondrial de origem africana são representados principalmente pelos haplogrupos M1 (0,3%), U6 (0,8%) e L (1,2%)" para as 583 amostras testadas. Os haplogrupos M1 e U6 podem ser considerados de origem norte-africana e, portanto, podem ser usados para sinalizar a entrada histórica africana documentada. O Haplogrupo M1 foi observado em apenas duas portadoras de Trapani (oeste da Sicília), enquanto o U6 foi observado apenas em Lucera, Apúlia do Sul e outro na ponta da Península (Calábria).
Um estudo de 2013 de Alessio Boattini et al. encontraram 0 portadores do haplogrupo L africano em toda a Itália de 865 amostras. As porcentagens para os haplogrupos Berber M1 e U6 foram de 0,46% e 0,35%, respectivamente.
Um estudo de 2014 de Stefania Sarno et al. encontrou 0 portadores de haplogrupos africanos L e M1 no sul da Itália continental em 115 amostras. Apenas dois U6 (associados aos berberes) de 115 amostras foram encontradas, uma de Lecce e uma de Cosenza.
A similaridade genética entre asquenazes (comunidade judaica da Europa Central e Oriental) e italianos foi observada em estudos genéticos, possivelmente devido ao fato de os asquenazes terem uma mistura europeia significativa (30-60%), grande parte vinda do sul da Europa, especialmente da Itália, quando os homens hebreus da diáspora migraram para Roma e tiveram esposas entre as mulheres locais, que depois se converteram ao judaísmo. Mais especificamente, os judeus asquenazes podem ser modelados como 50% levantinos e 50% europeus, com uma mistura média estimada de DNA do sul da Europa de 37,5%. A maior parte (30,5%) parece derivar de uma fonte italiana.
Um estudo de 2010 da genealogia judaica descobriu que, com relação a grupos europeus não judeus, a população mais intimamente relacionada aos judeus asquenazes é a população italiana moderna, seguida dos franceses e dos sardos.
Estudos recentes mostraram que a Itália desempenhou um papel importante na recuperação da Europa Ocidental no final do último período glacial. O estudo enfocou o haplogrupo mitocondrial de U5b3 e descobriu que essa linhagem de fato se originou na Itália e que depois se expandiu da Península há cerca de 10.000 anos, em direção a Provença e Bálcãs. Na Provença, provavelmente há entre 9000 e 7000 anos, deu origem ao subclado de haplogrupos U5b3a1. Este subclado U5b3a1 veio mais tarde da Provença para a ilha da Sardenha por comerciantes de obsidiana, pois estima-se que 80% da obsidiana encontrada na França vem de Monte Arci, na Sardenha, refletindo as relações estreitas que existiam na época dessas duas regiões. Ainda cerca de 4% da população feminina na Sardenha pertence a este haplótipo.

## Autossômico

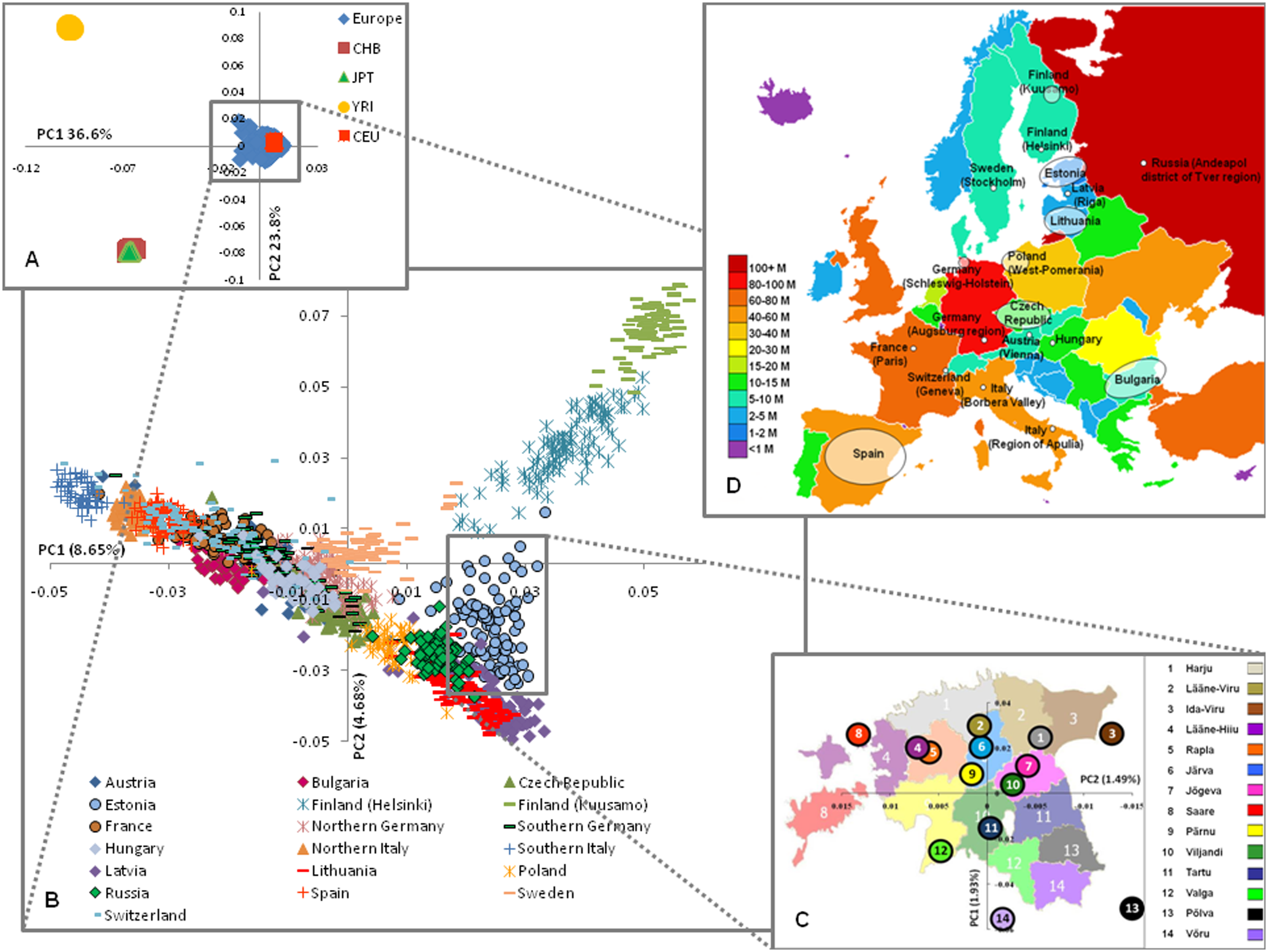
Estrutura genética europeia (baseada em 273.464 SNPs) de acordo com uma pesquisa autossômica. No quadrado B estão indicados as populações europeias de diversos países, formando quatro blocos genéticos, a Itália por si só é descrita como o seu próprio bloco genético com o material genético do sul da Itália sendo mais "distante". Note que embora as amostras de DNA italianas (marcadas como um triângulo marrom para o norte da Itália e símbolos de "+" azuis para o sul da Itália) sejam relativamente distantes geneticamente entre si comparadas com outras nações, elas pouco se sobrepõem com os outros países, formando o bloco genético italiano em separado já descrito

O DNA autossômico refere-se ao genoma presente fora dos cromossomos sexuais, constituindo a maior parte do material genético humano.
- Em 2008, geneticistas holandeses determinaram que a Itália é uma das duas últimas ilhas genéticas restantes na Europa, sendo a outra a Finlândia. Isso se deve em parte à presença da cadeia de montanhas alpinas que, ao longo dos séculos, impediu grandes fluxos migratórios destinados a colonizar as terras italianas.[55]
- Estudos recentes em todo o genoma foram capazes de detectar e quantificar a mistura como nunca antes. Li et al. (2008), usando mais de 600.000 SNPs autossômicos, identificam sete grupos populacionais globais, incluindo Europa, Oriente Médio e Ásia Central/Sul. Todas as amostras italianas pertencem ao grupo centro-ocidental, com pequenas influências que datam do período neolítico.[56]
- López Herráez et al. (2009) digitaram as mesmas amostras em cerca de um milhão de SNPs e as analisaram no contexto da Eurásia ocidental, identificando vários sub-grupos. Desta vez, todas as amostras europeias mostram uma pequena mistura. Entre os italianos, a Toscana tem mais, e a Sardenha também, assim como a Lombardia (Bérgamo), que fica ainda mais ao norte.[57]
- Um estudo de 2011 de Moorjani et al. descobriram que muitos europeus do sul herdaram 1 a 3% de ascendência subsaariana, embora as porcentagens fossem mais baixas (0,2 a 2,1%) quando analisadas novamente com o modelo estatístico "STRUCTURE". Também foi calculada uma data média de mistura de cerca de 55 gerações (há c. 1100 anos), "consistente com o fluxo gênico do norte da África no final do Império Romano e subsequentes migrações árabes".
- Um estudo de 2012 de Di Gaetano et al. usou 1014 italianos com ampla cobertura geográfica. Mostrou que a população atual da Sardenha pode ser claramente diferenciada geneticamente da Itália continental e da Sicília e que um certo grau de diferenciação genética é detectável na população atual da península italiana.

 Usando o software ADMIXTURE, os autores obtiveram em K = 4 o menor erro de validação cruzada. Os indivíduos do HapMap CEU apresentaram uma ascendência média do Norte da Europa (NE) de 83%. Um padrão semelhante é observado nas populações francesa, do norte da Itália e da Itália central, com uma ascendência NE de 70%, 56% e 52%, respectivamente. De acordo com o gráfico da PCA, também na análise do ADMIXTURE, existem diferenças relativamente pequenas na ancestralidade entre os italianos do norte e os italianos centrais, enquanto os italianos do sul mostraram uma menor proporção média de mistura NE (44%) do que o norte e o centro da Itália, e uma maior ascendência no Oriente Médio de 28%. As amostras da Sardenha exibem um padrão de vermelho comum às demais populações europeias, mas com uma frequência mais alta (70%). As proporções médias de mistura para ascendência do norte da Europa na população atual da Sardenha é de 14,3%, com alguns indivíduos exibindo muito baixa ascendência do norte da Europa (menos de 5% em 36 indivíduos em 268, representando 13% da amostra). 
- Um estudo de 2013 de Peristera Paschou et al. confirma que o Mar Mediterrâneo agiu como uma forte barreira ao fluxo gênico através do isolamento geográfico após assentamentos iniciais. Amostras da Itália (norte), Toscana, Sicília e Sardenha são as mais próximas de outros europeus do sul da Ibéria, dos Bálcãs e da Grécia, que são as mais próximas dos migrantes neolíticos que espalham a agricultura por toda a Europa, representada aqui pela amostra da Capadócia da Anatólia. Mas não houve nenhuma mistura significativa do Oriente Médio ou do norte da África para a Itália e o resto do sul da Europa desde então.[13]
- Análises de DNA antigas revelam que Ötzi, o Homem do Gelo, agrupa-se com os modernos europeus do sul e é mais próximo dos italianos, especialmente os da ilha da Sardenha. Outros italianos se afastam geneticamente para o sudeste e a Europa Central, consistentes com a geografia e com algum fluxo gênico pós-neolítico dessas áreas (por exemplo, povos itálicos, gregos, etruscos, celtas), mas apesar disso e séculos de história, eles ainda são muito parecidos com seus ancestrais pré-históricos.[58]
- Um estudo de 2013 de Botigué et al. 2013 aplicou um algoritmo de cluster não supervisionado, ADMIXTURE, para estimar o compartilhamento baseado em alelos entre africanos e europeus. Em relação aos italianos, a ascendência do norte da África não excede 2% de seus genomas. Em média, 1% da ascendência judaica é encontrada na população da Toscana do HapMap, na Suíça italiana, além de gregos e cipriotas. Contrariamente às observações anteriores, a ascendência subsaariana é detectada em <1% na Europa, com exceção das Ilhas Canárias.[59]
- Haak et al. (2015) realizaram um amplo estudo do genoma de 94 esqueletos antigos da Europa e da Rússia. O estudo argumenta que os pastores da estepe da Idade do Bronze da cultura Yamna espalharam idiomas indo-europeus na Europa. Testes autossômicos indicam que o povo Yamnaya foi o resultado da mistura entre duas populações diferentes de caçadores-coletores: caçadores-coletores orientais da estepe russa e caçadores-coletores do Cáucaso ou iranianos calcolíticos (que são muito semelhantes). Wolfgang Haak estimou uma contribuição ancestral de 27% dos Yamnaya no DNA dos toscanos modernos, uma contribuição ancestral 25% dos Yamnaya no DNA de modernos italianos do norte de Bergamo, excluindo sardos (7%), e em menor medida sicilianos (12%).[10]
- Um estudo de 2016, Sazzini et al., Confirma os resultados de estudos anteriores de Di Gaetano et al. (2012) e Fiorito et al. (2015), mas possui uma cobertura geográfica muito melhor das amostras, com 737 indivíduos de 20 locais em 15 regiões diferentes sendo testados. O estudo também inclui, pela primeira vez, um teste formal de mistura que modela a ascendência dos italianos ao inferir eventos de mistura usando todas as amostras da Eurásia Ocidental. Os resultados são muito interessantes à luz das evidências antigas de DNA que surgiram nos últimos dois anos:  Além do padrão descrito no texto principal, a amostra do SARD parecia ter desempenhado um papel importante como fonte de mistura para a maioria das populações examinadas, especialmente as italianas, e não como receptora de processos migratórios. De fato, as pontuações f3 mais significativas para trios, incluindo o SARD, indicaram os italianos peninsulares como resultados plausíveis de mistura entre o SARD e as populações do Irã, Cáucaso e Rússia. Esse cenário pode ser interpretado como evidência adicional de que os sardos mantêm altas proporções de um suposto fundo genômico histórico ancestral que foi consideravelmente difundido em toda a Europa pelo menos até o Neolítico e que foi subsequentemente apagado ou mascarado na maioria das populações europeias atuais.[14]